# ぐるりん号 (松原市)

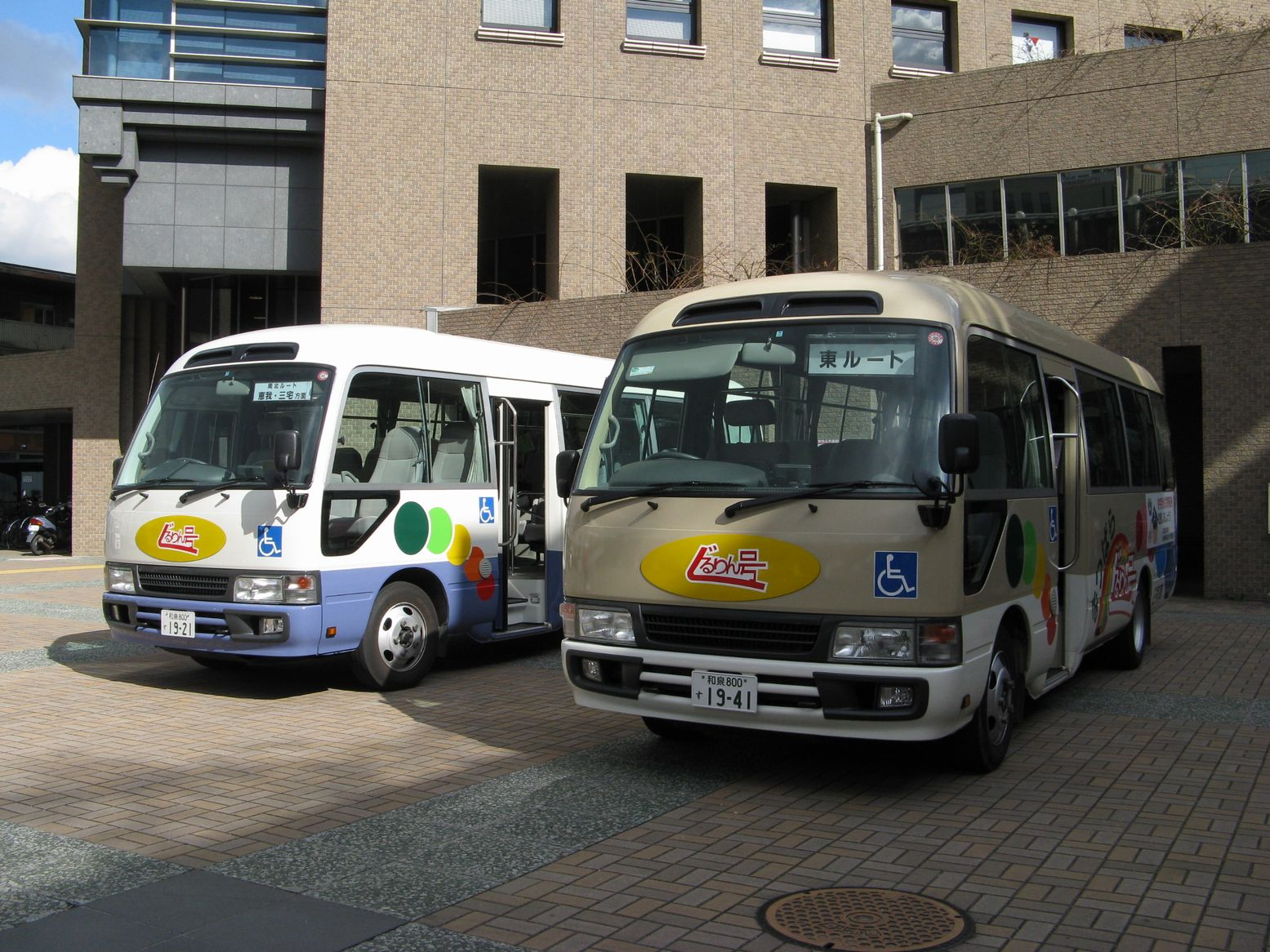
松原市役所にて（初代車両）

ぐるりん号（ぐるりんごう）は、大阪府松原市が運行するコミュニティバス。正式名称は市内公共施設循環バスぐるりん号。運行はエムケイ観光バス大阪営業所に委託している。

## 概要
自家用車などを持たない地域住民のための公共交通機関として、1999年（平成11年）10月より運行が開始された。
運賃は無料である。
当初は2台体制での運行であったが、2006年（平成18年）10月2日に車両を1台増備して3台体制となった。2017年（平成29年）4月1日にぐるりん号の委託先が近鉄バス松原営業所からエムケイ観光バス株式会社大阪営業所に変更された際に、1台増の4台体制となった。
各車両にはバリアフリー対策として車椅子席が2名分設置されている。
基本的に年末年始を除く平日のみの運行である。公職選挙投票日および期日前投票日、また松原市の祭事である「まつばらマルシェ」開催日などの際は、土曜・日曜・祝日にも運行される場合がある。

## 沿革
- 1999年（平成11年）10月 - 車両2台体制で運行開始[2]。
- 2006年（平成18年）10月2日 - 車両を1台増備し、3台体制となる。南北ルートを運行開始。
- 2008年（平成20年）3月31日 - リフレうりわり停留所を廃止。
- 2008年（平成20年）4月1日 - 三宅中停留所・若林停留所を新設。
- 2014年（平成26年）4月1日 - ぐるりん号担当部署が政策法務課からまちづくり推進課へ変更。
- 2014年（平成26年）5月1日 - 青少年会館停留所を「はーとビュー」へ名称変更。
- 2015年（平成27年）6月1日 - 新町図書館廃止に伴い、南新町一丁目停留所を新設。
- 2015年（平成27年）8月24日 - ダイヤ改正を実施。天美北二丁目停留所を新設。
- 2017年（平成29年）1月16日 - まつばらテラス開場に伴いダイヤ変更を実施[3]。
- 2017年（平成29年）4月1日 - ぐるりん号の委託先が近鉄バス松原営業所からエムケイ観光バス株式会社大阪営業所へ変更。また、近鉄バス大堀線（松原営業所担当）が同年3月31日をもって廃止となるため、北・中央ルートで補填する形で設定される[4][5]。車両が4台になる。
- 2017年（平成29年）7月24日 - 城蓮寺コミュニティセンター開設に伴いダイヤ改正を実施。

## 路線
西ルート・東ルート・3系統の南北ルートの計5系統が運行されており、いずれも松原市役所停留所を終起点とする循環系統となっている。各系統にはラインカラーが制定されており、西ルートは金色、東ルートは緑色である。南北ルートは3系統でラインカラーが異なり、丹南・西大塚方面ルートは青色、天美・布忍方面ルートは小豆色、恵我・三宅方面ルートは橙色にそれぞれ区分されている。また、平成29年4月3日から近鉄バス大堀線の廃止に伴い、北・中央ルートで補てんする形で設定されている。

### 西ルート
運行ダイヤ：8時台から16時台にかけて、計7便運行
松原市役所→高見の里三丁目→東新町五丁目→はーとビュー→阪南大グラウンド前→新町南公園前→阪南中央病院西→新町郵便局前→天美我堂一丁目→天美我堂三丁目→天美我堂五丁目→天美南六丁目→天美西二丁目→天美西三丁目→大和川西運動広場→天美北二丁目→城蓮寺雇用促進住宅前→天美北三丁目→城蓮寺コミュニティセンター→阪南大学前→老人センター弁天池前→松原徳洲会病院前→三宅新池西→三宅新池交差点→阿保二丁目交差点東→松ヶ丘二丁目→松原市役所

### 東ルート
運行ダイヤ：8時台から16時台にかけて、計7便運行
松原市役所→田井城二丁目→明治橋病院前→三宅土地改良区前→別所公民館前→別所八丁目→恵我小学校前→大堀五丁目→深居神社前→小川五丁目→一津屋橋→一津屋運動広場→府営一津屋住宅前→一津屋郵便局前→西大塚一丁目→ゆめニティプラザ東→ふるさとぴぁプラザ前→府営上田住宅前→柴垣神社南→柴垣二丁目西→柴垣二丁目東→立部五丁目→丹南三丁目→寺下病院前→市民運動広場→総合福祉会館前→まつばらテラス→松原市役所

### 南北ルート
丹南・西大塚方面
運行ダイヤ：8時台から14時台にかけて、計3便運行
松原市役所→総合福祉会館→市民運動広場前→丹南五丁目→丹南三丁目南→府営立部住宅前→中環立部二丁目→大塚運動広場→西大塚二丁目→大塚古墳前→西大塚一丁目→ゆめニティプラザ東→ふるさとぴぁプラザ前→府営上田住宅前→柴垣神社南→岡三丁目→府営岡住宅北→河合公園前→阪南大学高校東→高見の里駅前→まつばらテラス→松原市役所
天美・布忍方面
運行ダイヤ：9時台から15時台にかけて、計3便運行
松原市役所→田井城二丁目→明治橋病院前→三宅中→天美北二丁目→城連寺雇用促進住宅前→天美北三丁目→大和川西運動広場西→老人センター天美荘北→天美南五丁目→天美南四丁目→向井公民館→南新町一丁目→高見自転車置場西→高見の里駅前→まつばらテラス→松原市役所
恵我・三宅方面
運行ダイヤ：10時台から16時台にかけて、計3便運行
松原市役所→田井城二丁目→阿保二丁目交差点東→阿保五丁目→松ヶ丘三丁目→別所西→別所二丁目→老人センター恵寿苑→大堀五丁目→若林→恵我小学校→別所公民館→三宅公民館→三宅新池→三宅中→三宅新池交差点→松原市役所

### 北ルート
運行ダイヤ：8時台から16時台にかけて、計5便運行
松原市役所→田井城二丁目→阿保二丁目交差点東→阿保五丁目→松ヶ丘三丁目→別所西→別所二丁目→恵我小学校→別所公民館→三宅公民館→三宅新池→老人センター弁天苑前→河内天美駅前→松原徳洲会病院前→三宅新池西→三宅新池交差点→松原市役所

### 中央ルート
運行ダイヤ：9時台から17時台にかけて、計5便運行
松原市役所→ゆめニティプラザ南→まつばらテラス→松原市役所

## 車両
松原市がリースにより保有する自家用バス4台を使用している（2017年4月現在）。

## 他の交通機関への連絡

### 鉄道路線との連絡
- 近鉄南大阪線
  - 布忍駅：松原市役所(西ルート・東ルート・南北ルート 丹南・西大塚方面・天美・布忍方面・恵我・三宅方面)／向井公民館・南新町一丁目（南北ルート　天美・布忍方面）
  - 高見ノ里駅：松原市役所(西ルート・東ルート・南北ルート 丹南・西大塚方面・天美・布忍方面・恵我・三宅方面)／高見の里駅前・総合福祉会館（南北ルート　丹南・西大塚方面）／高見の里三丁目（西ルート）／総合福祉会館前（東ルート）／まつばらテラス(東ルート・南北ルート 丹南・西大塚方面・天美・布忍方面)
  - 河内松原駅：松原市役所(西ルート・東ルート・南北ルート 丹南・西大塚方面・天美・布忍方面・恵我・三宅方面)／ゆめニティプラザ東(東ルート・南北ルート 丹南・西大塚方面)・総合福祉会館前（東ルート）／総合福祉会館（南北ルート 丹南・西大塚方面）
  - 恵我ノ荘駅：一津屋郵便局前（東ルート）
  - 河内天美駅：河内天美駅前（北ルート）／老人センター弁天苑前・松原徳洲会病院前（西ルート・北ルート）／天美南六丁目（西ルート）／天美南五丁目（南北ルート　天美・布忍方面）

### バス路線との連絡
市内を走る一般路線バス各社との連絡は下記の通り。
- 近鉄バス・南海バス
  - 河内松原駅前(近鉄バス・南海バス):松原市役所(西ルート・東ルート・南北ルート 丹南・西大塚方面・天美・布忍方面・恵我・三宅方面)／ゆめニティプラザ東(東ルート・南北ルート 丹南・西大塚方面)・総合福祉会館前(東ルート)／総合福祉会館(南北ルート 丹南・西大塚方面)
  - 高見の里駅前(南海バス):高見の里駅前(南北ルート 丹南・西大塚方面 天美・布忍方面)総合福祉会館(南北ルート 丹南・西大塚方面)
  - 河内天美駅前(南海バス)：松原徳洲会病院前・阪南大学前・天美西二丁目・天美南六丁目(西ルート)／老人センター天美荘北・天美南五丁目(南北ルート　天美・布忍方面)
  - 岡北口(近鉄バス):柴垣二丁目西(東ルート)／岡三丁目(南北ルート 丹南・西大塚方面)
  - 岡(近鉄バス):丹南三丁目(東ルート)／府営立部住宅前(南北ルート 丹南・西大塚方面)
  - 立部住宅前(近鉄バス):府営立部住宅前(南北ルート 丹南・西大塚方面)／丹南三丁目(東ルート)
  - 西大塚北(近鉄バス):西大塚二丁目・大塚古墳前(南北ルート 丹南・西大塚方面)
  - 丹南(近鉄バス):丹南三丁目南(南北ルート 丹南・西大塚方面)
  - 岡町(近鉄バス):寺下病院前・市民運動広場(東ルート)／市民運動広場前(南北ルート 丹南・西大塚方面)
  - 松原市民運動広場前(近鉄バス):市民運動広場・寺下病院前(東ルート)／市民運動広場前(南北ルート 丹南・西大塚方面)
  - 東高見の里(近鉄バス):総合福祉会館(南北ルート 丹南・西大塚方面)／総合福祉会館(東ルート)
- 北港観光バス
  - 天美北二丁目:天美北二丁目(西ルート・南北ルート 天美・布忍方面)
  - 城蓮寺住宅前:城蓮寺雇用促進住宅前(西ルート・南北ルート 天美・布忍方面)
  - 天美北三丁目:天美北三丁目(西ルート・南北ルート 天美・布忍方面)大和川西運動広場(西ルート)／大和川西運動広場西(南北ルート 天美・布忍方面)
  - 天美北五丁目:大和川西運動広場西(南北ルート 天美・布忍方面)天美北三丁目(南北ルート 天美・布忍方面・西ルート)／大和川西運動広場(西ルート)
  - あまみ神社前:天美西三丁目(西ルート)
  - 久多美神社前:天美西二丁目(西ルート)／老人センター天美荘北(南北ルート 天美・布忍方面)
- 大阪シティバス（旧・大阪市営バス）
  - 三宅中:三宅中(南北ルート 天美・布忍方面 恵我・三宅方面)三宅公民館(南北ルート 恵我・三宅方面)／三宅土地改良区前(東ルート)
  - 瓜破南:三宅中(南北ルート 天美・布忍方面 恵我・三宅方面)
  - 恵我小学校:恵我小学校・老人センター恵寿苑(南北ルート 恵我・三宅方面)／恵我小学校前(東ルート)